# PmWiki
PmWiki je wiki systém vytvořený Patrickem R. Michaudem, vyvíjený a podporovaný širokou komunitou uživatelů. Na rozdíl od většiny wiki systémů nevyužívá databázový systém, ale ukládá stránky a informace o editaci do jednoduchých textových souborů.
Systém je snadno rozšiřitelný pomocí modulů.